# Второй дивизион Джей-лиги
Второй дивизион Джей-лиги (яп. Jリーグ・ディビジョン2 Дзэй Ри:гу Дибидзён 2, англ. J. League Division 2) — профессиональная футбольная лига для японских футбольных клубов. Является вторым по силе дивизионом в Японской футбольной лиге (Джей-лиге). В ней выступают 20 клубов. Чемпионат проходит по системе «весна-осень» и проходит с марта по ноябрь, каждая команда проводит 38 матчей.

## История

### Любительский уровень (до 1999 года)
Вторая футбольная лига была создана в 1972 году. В первом сезоне принимали участие 10 клубов, 5 из которых после выступали в Джей-лиге: «Тойота Моторс» (первый чемпион, ныне «Нагоя Грампус»), «Ёмиури» (ныне «Токио Верди»), «Фудзицу» (ныне «Кавасаки Фронтале»), «Киото Сико» (ныне «Киото Санга») и «Кофу» (ныне «Ванфоре Кофу»). Первоначально чемпион и вице-чемпион второго дивизиона должны были играть стыковые матчи с клубами, занявшими низшие места в первом дивизионе. С 1980 года чемпион переходил в первый дивизион напрямую, а с 1984 года — вице-чемпион.
В 1985 году дивизион расширен до 12 клубов, в 1986 — до 16 клубов. До 1989 года дивизион был разделён на западную и восточную группу.
В 1992 году, после образования Джей-лиги, второй дивизион был переименован в Японскую Футбольную Лигу (англ. Japan Football League, JFL). Лига была разделена на два иерархических дивизиона, по 10 клубов в каждом. В 1994 году лига снова была объединена в единый дивизион.

### Профессиональный уровень (после 1999 года)
В 1999 году 9 полу-профессиональных клубов из JFL и 1 клуб из высшего дивизиона образовали второй профессиональный дивизион Джей-лиги в нынешнем виде. JFL не была упразднена и стала третьей по силе (сегодня это третий дивизион Джей-лиги).
Требования к участникам второго дивизиона были не столь строгими, как в первом дивизионе, что позволило небольшим городам и посёлкам создать собственные футбольные команды, которые стабильно выступали во втором дивизионе несмотря на скромное финансирование.
С 1999 по 2001 год во втором дивизионе использовалось дополнительное время в случаях, когда основное время завершалось вничью. В 2001 годы были окончательно приняты европейские правила (3 очка за победу, 1 за ничью и 0 за проигрыш).
В начале 2009 года Джей-лига провела опрос среди японских полу-профессиональных футбольных клубов с целью узнать, сколько из них желают получить профессиональный статус и присоединиться к Джей-лиге. Опрос показал, что около 40-60 клубов ставят себе цель играть в Джей-лиге. В связи с этим был сформирован специальный комитет, задачей которого было определить: следует ли расширить второй дивизион или создать третий. После проведения нескольких исследований комитет пришёл к выводу, что рациональнее всего расширить второй дивизион до 22 клубов. Несколько причин этого решения:
- Японская футбольная лига (JFL) уже являлась третьей по силе и объединяла полу-профессиональные клубы.
- Многие клубы, желавшие получить профессиональный статус, играли в региональных или префектурных чемпионатах.
- 22 клуба — идеальное число для второго по силе дивизиона, так как позволяет проводить достаточное количество домашних игр для оптимального годового дохода клубов при сохранении двухкругового формата.
- Большинство европейских лиг имеют схожие форматы футбольных лиг, в которых второй дивизион объединяет большее количество клубов, чем высший дивизион

С 2014 года был создан третий дивизион, а две нижние команды второго дивизиона были переведены в низшую лигу.
С 2018 года, победитель плей-офф второго дивизионa нужно играть матч овышения и понижения  против команды, занявшей 16-е место в первом дивизионе.

### Современность
После расширения дивизиона до 22 клубов были окончательно утверждены правила перехода в высший дивизион. 
- Клубы, занявшие 1 и 2 места переходят в высший дивизион автоматически.
- Клубы с 3 по 6 места принимают участие в плей-офф турнире, победитель которого переходит в высший дивизион (аналогичные правила используются в английском Чемпионшипе, итальянской Серии B и испанской Сегунде).
- В полуфинале плей-офф турнира команды, занявшие 3 и 4 места играют с командами, занявшими 6 и 5 места соответственно. В отличие от европейских чемпионатов, каждый раунд состоит не из двух, а из одного матча, где право играть дома принадлежит команде, занявшей по результатам сезона наивысшее место.
- Победители полуфинала встречаются в финале либо на стадионе команды, занявшей наивысшее место, либо на нейтральном стадионе.

## Предыдущие сезоны
| Год  | 1 место            | 2 место            | 3 место           | Победитель плей-офф        |
| ---- | ------------------ | ------------------ | ----------------- | -------------------------- |
| 1999 | Кавасаки Фронтале  | Токио              | Оита Тринита      |                            |
| 2000 | Консадоле Саппоро  | Урава Ред Даймондс | Оита Тринита      |                            |
| 2001 | Киото Пёрпл Санга  | Вегалта Сэндай     | Монтедио Ямагата  |                            |
| 2002 | Оита Тринита       | Сересо Осака       | Альбирекс Ниигата |                            |
| 2003 | Альбирекс Ниигата  | Санфречче Хиросима | Кавасаки Фронтале |                            |
| 2004 | Кавасаки Фронтале  | Омия Ардия         | Ависпа Фукуока    |                            |
| 2005 | Киото Пёрпл Санга  | Ависпа Фукуока     | Ванфоре Кофу      |                            |
| 2006 | Иокогама           | Касива Рейсол      | Виссел Кобе       |                            |
| 2007 | Консадоле Саппоро  | Токио Верди        | Киото Санга       |                            |
| 2008 | Санфречче Хиросима | Монтедио Ямагата   | Вегалта Сэндай    |                            |
| 2009 | Вегалта Сэндай     | Сересо Осака       | Сёнан Бельмаре    |                            |
| 2010 | Касива Рейсол      | Ванфоре Кофу       | Ависпа Фукуока    |                            |
| 2011 | Токио              | Саган Тосу         | Консадоле Саппоро |                            |
| 2012 | Ванфоре Кофу       | Сёнан Бельмаре     | Киото Санга       | Оита Тринита (6 место)     |
| 2013 | Гамба Осака        | Виссел Кобе        | Киото Санга       | Токусима Вортис (4 место)  |
| 2014 | Сёнан Бельмаре     | Мацумото Ямага     | ДЖЕФ Юнайтед      | Монтедио Ямагата (6 место) |
| 2015 | Омия Ардия         | Джубило Ивата      | Ависпа Фукуока    | Ависпа Фукуока (3 место)   |
| 2016 | Консадоле Саппоро  | Симидзу С-Палс     | Мацумото Ямага    | Сересо Осака (4 место)     |
| 2017 | Сёнан Бельмаре     | В-Варен Нагасаки   | Нагоя Грампус     | Нагоя Грампус (3 место)    |
| 2018 | Мацумото Ямага     | Оита Тринита       | Иокогама          |                            |
| 2019 | Касива Рейсол      | Иокогама           | Омия Ардия        |                            |
| 2020 | Токусима Вортис    | Ависпа Фукуока     | В-Варен Нагасаки  |                            |
| 2021 | Джубило Ивата      | Киото Санга        | Ванфоре Кофу      |                            |
| 2022 | Альбирекс Ниигата  | Иокогама           | Фаджано Окаяма    |                            |
| 2023 | Матида Зельвия     | Джубило Ивата      | Токио Верди       | Токио Верди (3 место)      |
| 2024 | Симидзу С-Палс     | Иокогама           | В-Варен Нагасаки  | Фаджано Окаяма (5 место)   |

* Жирным выделены клубы, перешедшие в первый дивизион

### Результаты плей-офф
| Год  | Первый полуфинал (3 и 6 места)   | Второй полуфинал (4 и 5 места)     | Финал                             |
| ---- | -------------------------------- | ---------------------------------- | --------------------------------- |
| 2012 | Киото Санга 0:4 Оита Тринита     | Иокогама 0:4 ДЖЕФ Юнайтед          | Оита Тринита 1:0 ДЖЕФ Юнайтед     |
| 2013 | Киото Санга 0:0 В-Варен Нагасаки | Токусима Вортис 1:1 ДЖЕФ Юнайтед   | Киото Санга 0:2 Токусима Вортис   |
| 2014 | не проводился                    | Джубило Ивата 1:2 Монтедио Ямагата | ДЖЕФ Юнайтед 0:1 Монтедио Ямагата |